# ホレルン＝ツヴィーレンフレート
ホレルン＝ツヴィーレンフレート（ドイツ語: Hollern-Twielenfleth、低地ドイツ語: Hullern-Twielenfleth）は、ドイツ連邦共和国ニーダーザクセン州のシュターデ郡に属す町村（以下、本項では便宜上「町」と記述する）である。この町はシュタインキルヒェンに本部を置くザムトゲマインデ・リューエを構成する自治体の一つである。

## 地理
この町は、シュターデとハンブルクとの間、ヨーロッパ最大の果樹栽培地域の一つであるアルテス・ラントに位置し、エルベ川下流およびリューエ川に面している。
この町は名前になっているホレルン地区とツヴィーレンフレート地区の他に、第3の地区としてバッセンフレート地区がある。

## 行政

### 議会
この町の議会は15議席からなる。

## 文化と見所
- ツヴィーレンフレートの風車「ヴェンチ・アミカ」（ラテン語で「風の友達」の意）
- ツヴィーレンフレートの聖マリア教会
- ホレルンの聖マウリティウス教会にあるアルプ・シュニットガーのオルガン（1690年）
- 旧ツヴィーレンフレート灯台 — その姿は紋章の一部になっている。

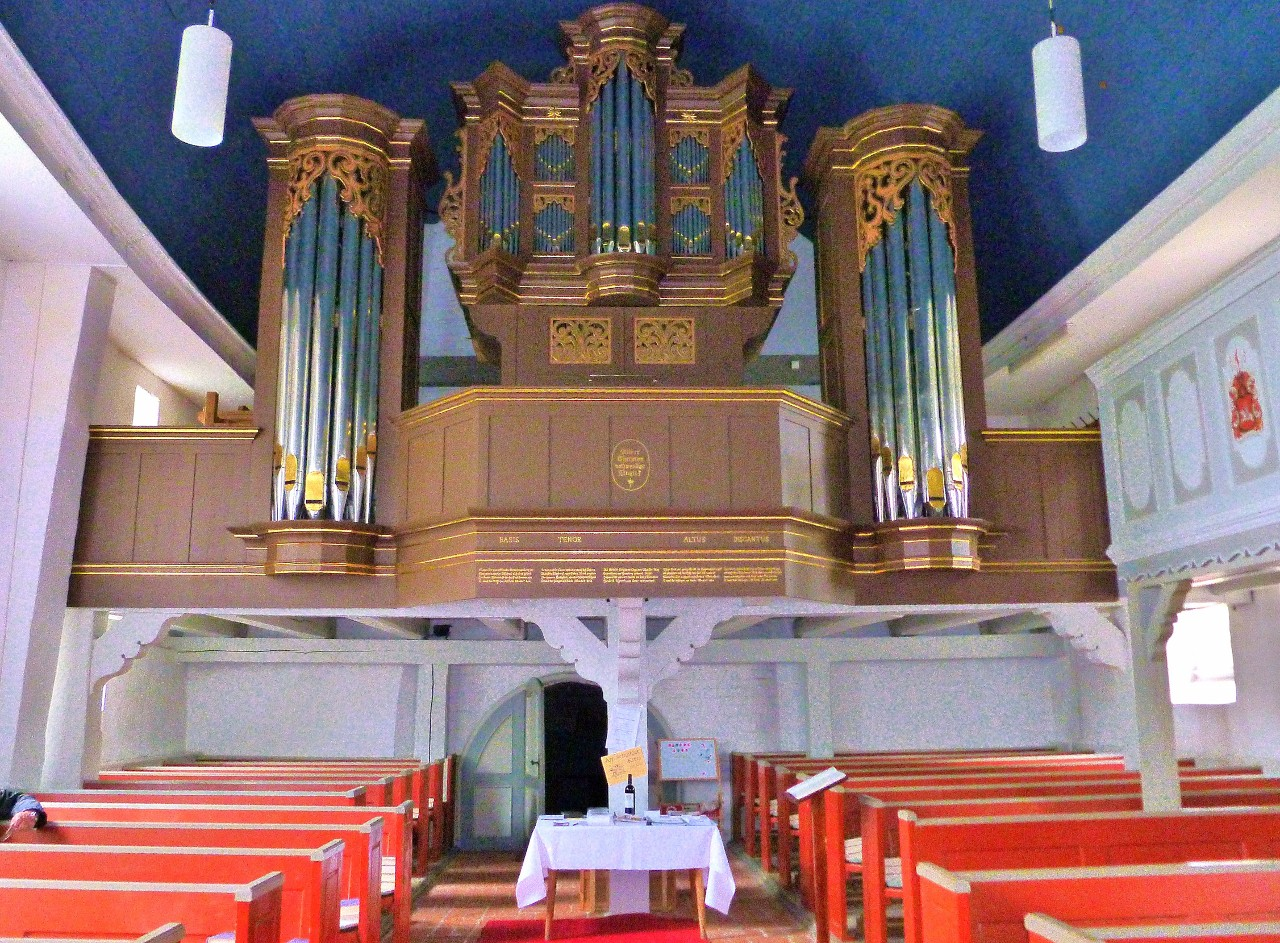
ホレルンの教会のオルガン
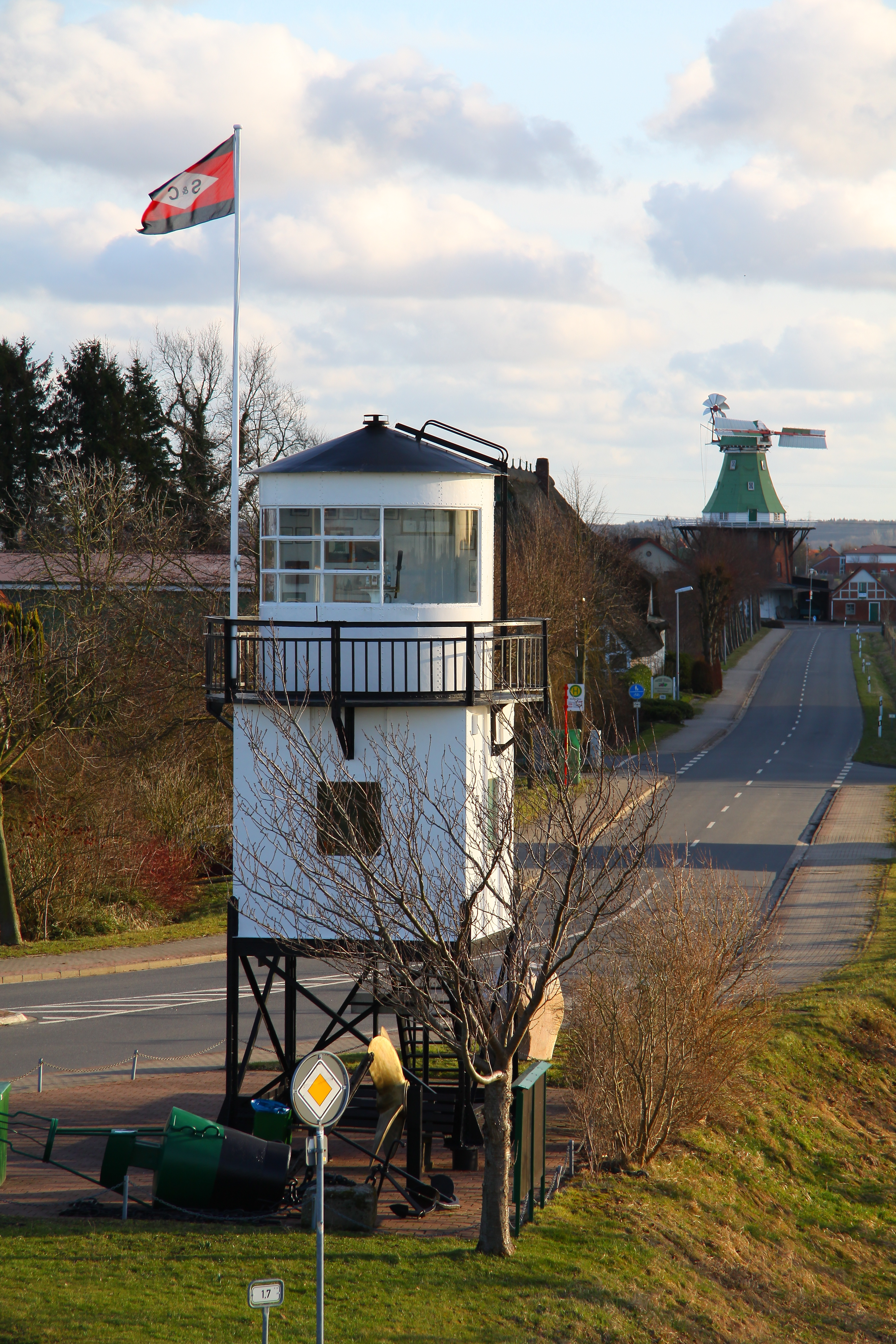
旧ツヴィーレンフレート灯台

## 経済と社会資本

### 交通
町内をクラフト交通会社の乗り合いバス 2357号系統 シュターデ - ホレルン＝ツヴィーレンフレート - シュタインキルヒェン - ヨルク - ハンブルク＝クランツ線、および多くの企業の通勤バスや通学バスが運行している。これらのバスはいずれもハンブルク交通連盟に加盟している。この町の集落の大部分は果樹園の農道沿いにあり、町自体はエルベ川下流域に面している。

## 引用
1. ↑  Landesamt für Statistik Niedersachsen, LSN-Online Regionaldatenbank, Tabelle A100001G: Fortschreibung des Bevölkerungsstandes, Stand 31. Dezember 2023